# Basòdino
Der Basòdino (deutsch Basaldiner Horn) ist mit 3272,4 m ü. M. der höchste Berg der Tessiner Alpen. Er liegt auf der Grenze zwischen dem Tessin (Schweiz) und dem Piemont (Italien).
Der Gipfel ist ein beliebtes Ziel für Berg- bzw. Skitouren von der Basodinohütte, der Cristallinahütte und dem Rifugio Maria Luisa aus. Der Normalweg führt über den Gletscher, der sich im Nordosten des Gipfels erstreckt, und entlang des Ostgrates. Aufstiegsvarianten gibt es mit Routen über die Kastellücke nordwestlich, die Südflanke des Ostgrates und den Passo d'Antabia südlich des Hauptgipfels, wobei letztere als schwer gilt, Seilsicherung erfordert und nur selten begangen wird.

## Erstbesteigung
Die erste dokumentierte Besteigung wurde am 3. September 1863 von einer Seilschaft unter Peter Jossi (Bergführer) und Zanini, Gaudenzio, Giacomo Padovani und Pietro Scuella aus Airolo über den Normalweg durchgeführt.

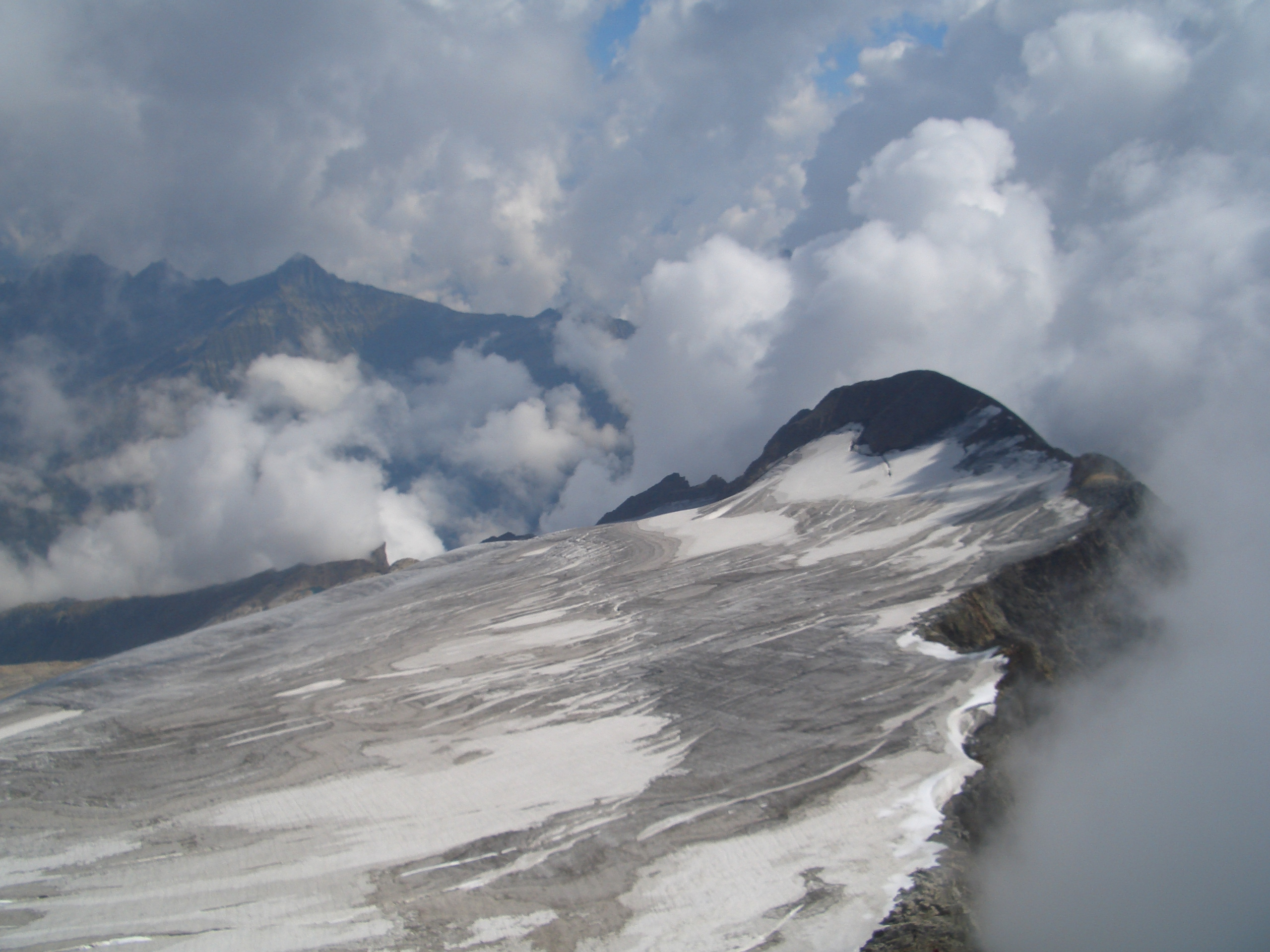
Der Gletscher vom Gipfel aus
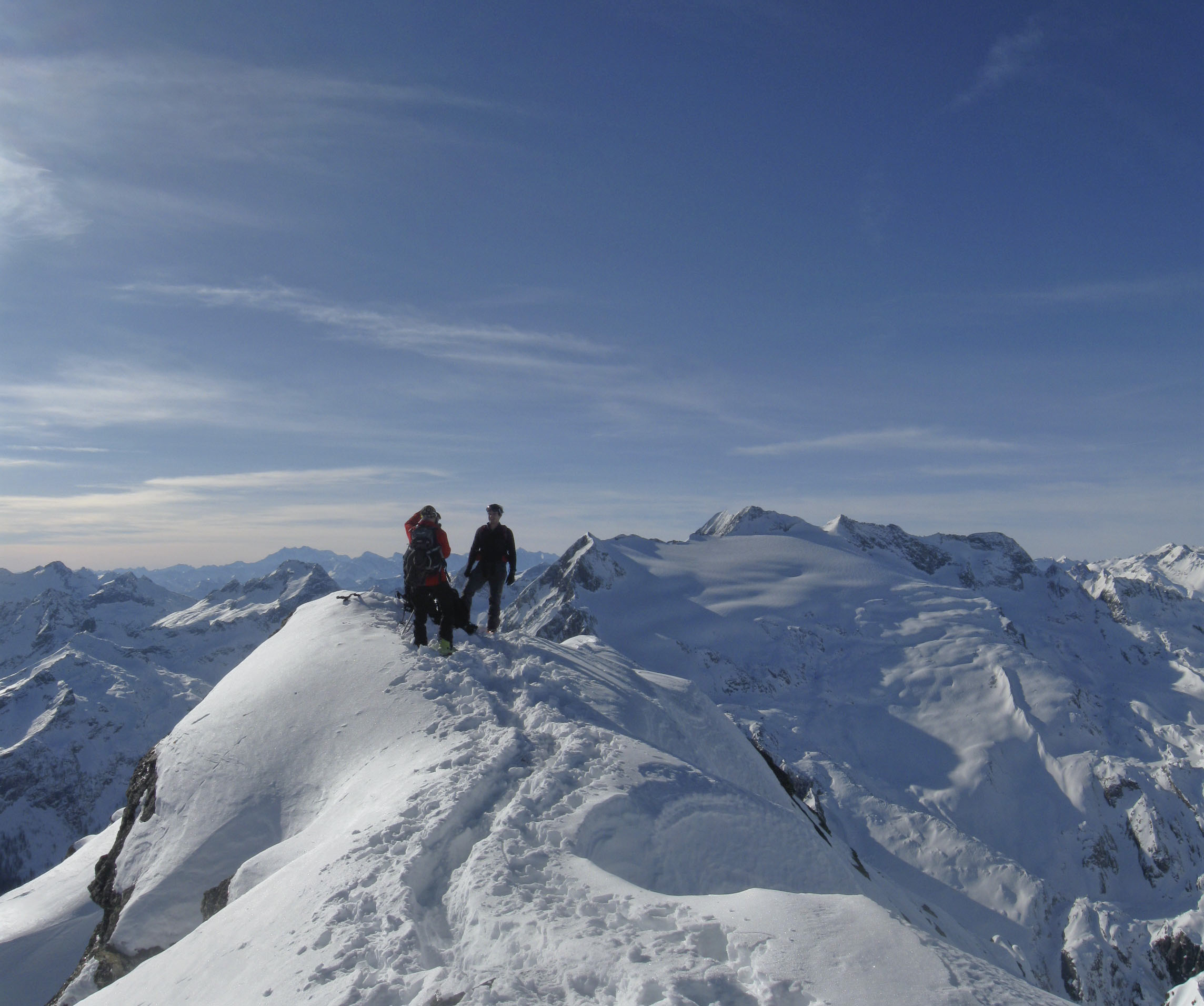
Poncione di Braga Gipfel mit Basodinogletscher im Hintergrund